# Serdab

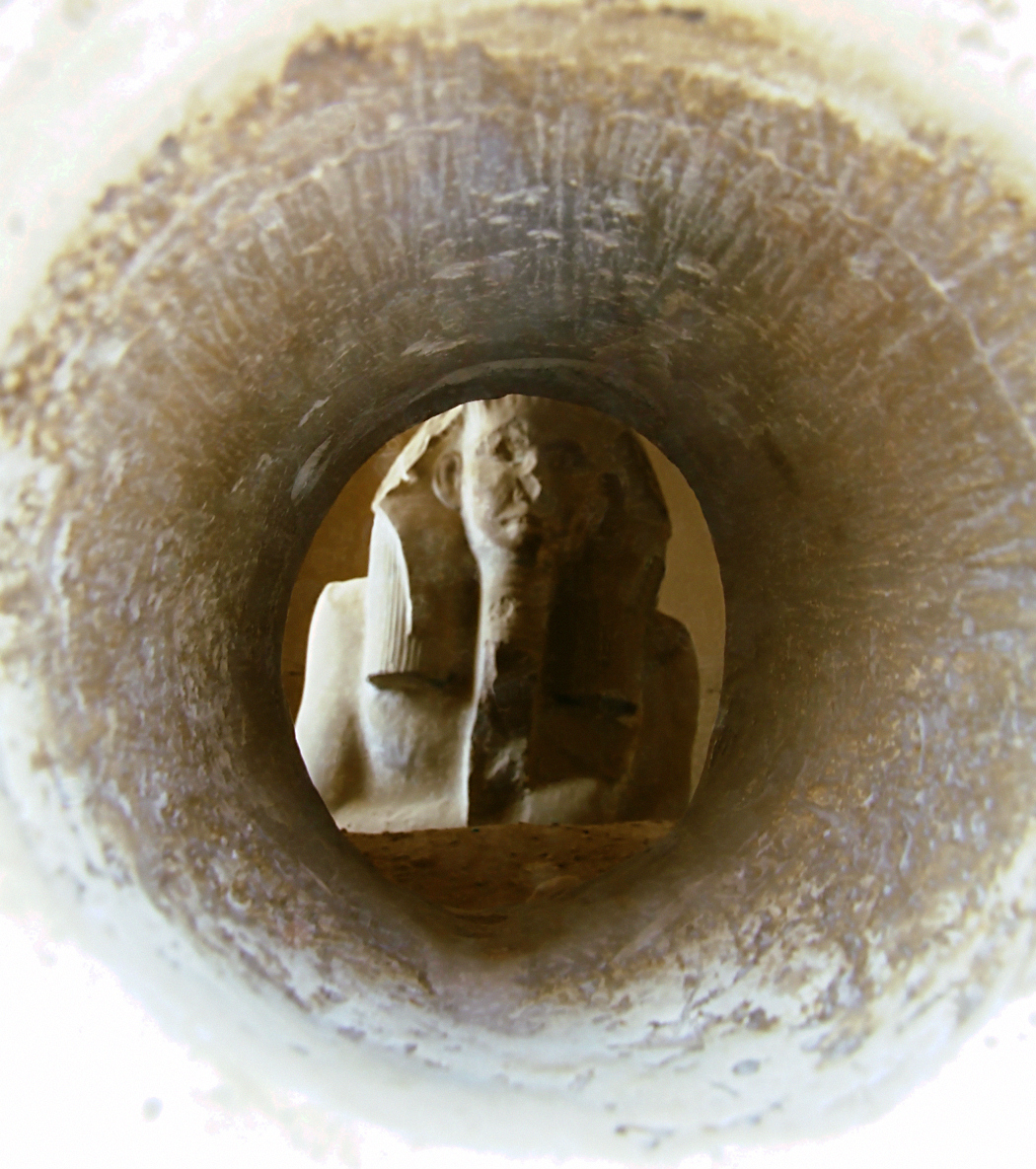
Posąg faraona Dżesera widoczny w serdabie piramidy schodkowej w Sakkarze

Serdab (arab. dosł. „piwnica”) – w architekturze staroegipskiej niewielka komora wewnątrz mastaby lub piramidy mieszcząca grobowy posąg zmarłego. 
Usytuowany zwykle w południowej części grobowca serdab był zamurowany i całkowicie odizolowany od jego pozostałych pomieszczeń. Z pomieszczeniem ofiarnym łączyła go jedynie wąska szczelina lub okienko w murze, przez które zawarte w posągu ka zmarłego mogło oglądać ceremonie ofiarne i odbierać dym rytualnych kadzideł. Przez Egipcjan otwory te nazywane były „oczami domu ka”, podczas gdy samo pomieszczenie – „domem posągu”, co najwyraźniej określało jego przeznaczenie.  
Pierwszy przykład zastosowania tego pomieszczenia stwierdzono w grobowcu władcy I dynastii – faraona Dżera w Abydos.